# PARi (musikgrupp)
PARi är en svensk afropopduo som bildades 2018 av artisterna Tacfarinas Yamoun och All One. De har skivkontrakt med Warner Music Sweden.

## Musik
"Rapapa" är PARis första singel som grupp och den släppte de 2019. Innan dess var både medlemmar aktiva som soloartister och Yamoun närvarade som en medverkande artist på låten "Fanta Diallo" och på låten "Validé" på All Ones album med samma namn.
PARi började tidigt arbeta med producenten Anderz Wrethov och har tillsammans med honom skrivit och släppt musik. 2020 släppte de singeln "Ole Ole Ola" tillsammans med Sony Music & Cardiac Records.
PARi har sedan 2021 skivkontrakt med Warner Music Sweden. Under året släppte de singlar och tillhörande musikvideor till låtarna "Hela sommaren" och "Varje gång jag ser dig". Låten "Hela sommaren" kom att användas av Circle K för att marknadsföra deras sommardryck K-Freeze. PARi gjorde även ett liknande samarbete julen 2021 då de valde att släppa låten "Tipp Tapp Julklapp". Den användes som Circle K:s julkampanj i december 2021.
Juni 2022 släppte gruppen singeln "Kattig".

## Diskografi

### Singlar
- 2019 - "Rapapa"
- 2020 - "Olé Olé Ola"
- 2020 - "LÉLÉ"
- 2021 - "Varje gång jag ser dig"
- 2021 - "Hela sommaren"
- 2021 - "Tipp Tapp Julklapp"
- 2022 - "Kattig"